# 石定果
石定果（1946年—），汉族，中华人民共和国政治人物、第十一届全国政协委员。
加入中国共产党，担任北京语言大学人文学院原副院长。2008年，当选第十一届全国政协委员，代表教育界，分入第四十一组。